# アラン・ロンバーグ
アラン・ロンバーグ（あらん・ろんばーぐ、Alan D. Romberg、1938年12月1日 - 2018年3月27日）は、アメリカ合衆国の外交官。東アジア問題の専門家。

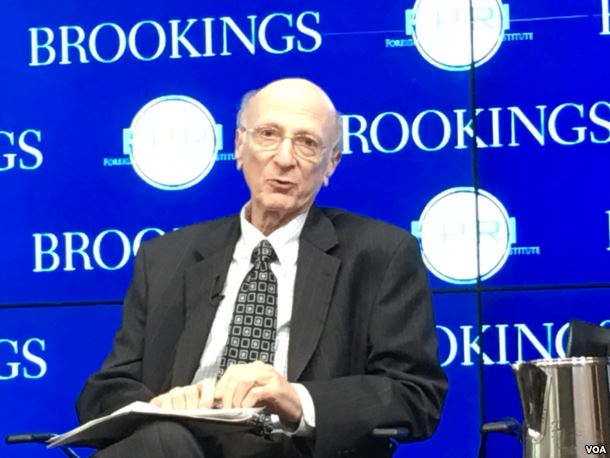
アラン・ロンバーグ

## 生涯
1938年12月1日、ニューヨーク州ホワイト・プレインズ出身。父は第二次世界大戦当時、中国西部で野戦病院を務めていた医師で、彼の影響でアジア社会に興味を持った。1960年から64年にかけて、プリンストン大学ウッドロウ・ウィルソン・スクールからプリンストン大学、さらにハーバード大学ではソビエト連邦について専攻した。
1978年から1980年まで国務省日本部長。1981年から1985年まで首席国務次官補代理および国務省副報道官。1985年から1994年まで外交問題評議会にてC・V・スター上級研究員（東アジア研究担当）。1994年から1998年まで国務省政策企画本部首席副部長。1998年から1999年まで国連常任委員ワシントン室長（兼上級顧問）。1999年から2000年まで海軍長官特別補佐官。
2018年3月27日、メリーランド州ベセスダで死去。79歳没。